# Wolfgang Hütt
Wolfgang Hütt (* 18. August 1925 in Barmen; † 14. Januar 2019 in Halle (Saale)) war ein deutscher Kunsthistoriker und Autor.

## Leben und Werk

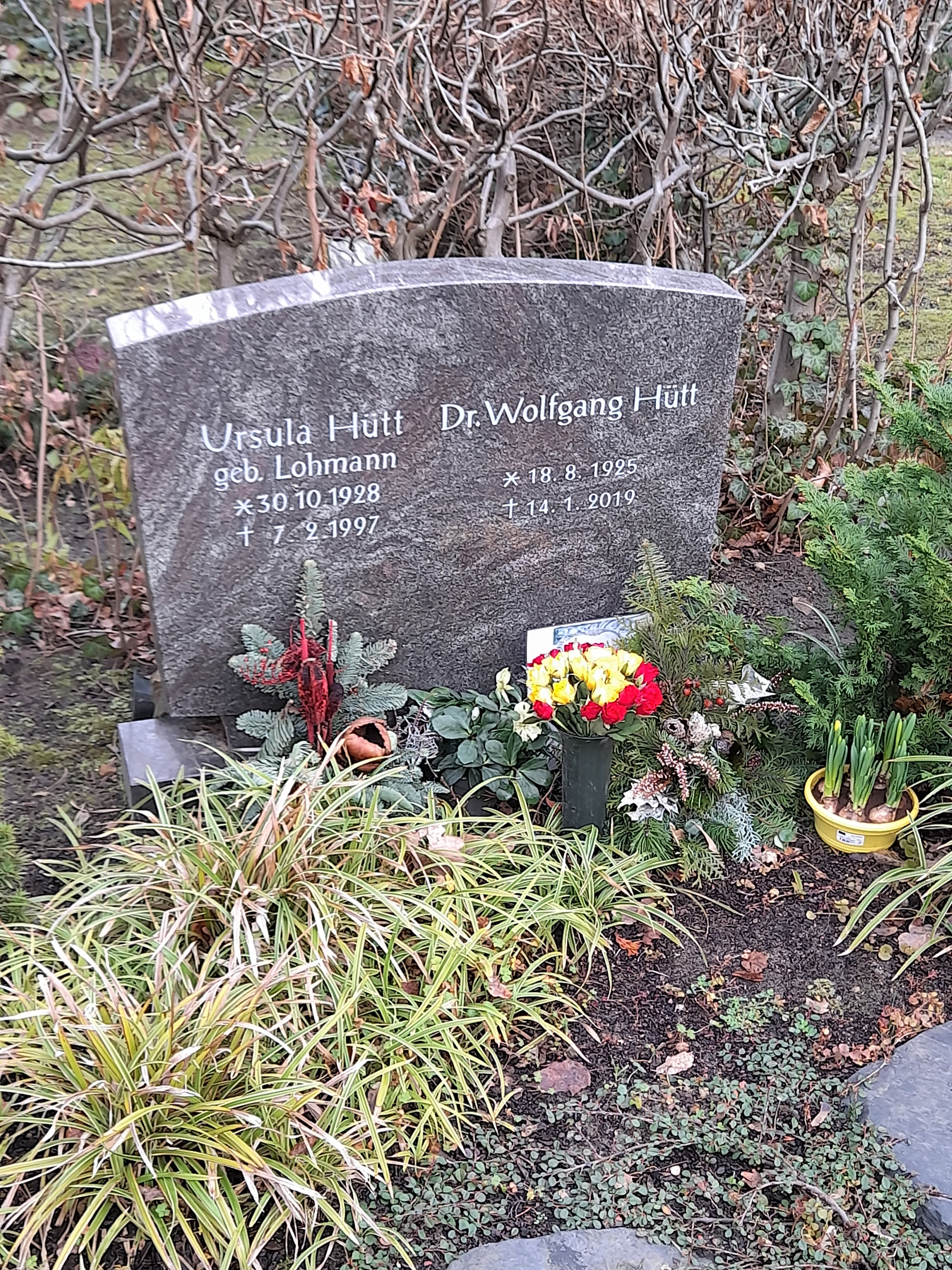
Grabstätte auf dem Friedhof Kröllwitz

Wolfgang Hütt wuchs in einem Barmer Arbeiterviertel auf. Er absolvierte eine Lehre als Maurer, dann wurde er zum Kriegsdienst eingezogen. Nach dem Zweiten Weltkrieg unterstützte er seine Eltern bei der Arbeit in einem landwirtschaftlichen Betrieb bei Leipzig, wohin die Familie nach einem schweren Luftangriff auf Wuppertal evakuiert worden war. 1948 kehrten die Eltern in ihre Heimatstadt zurück. 
Zur gleichen Zeit nahm Hütt eine Tätigkeit als Journalist in Halle (Saale) auf. Er studierte ab 1946 Kunstgeschichte, Germanistik und Architektur an der Martin-Luther-Universität Halle-Wittenberg. Von 1953 bis 1957 folgte eine Aspirantur mit Lehrauftrag am dortigen Institut für Kunstgeschichte und die Promotion. 1957 bis 1959 übernahm Hütt einen Lehrauftrag. In diesen Jahren arbeitete er an seinem Erstlingswerk Wir und die Kunst, einer 1959 erschienenen, populär geschriebenen Einführung in Kunstbetrachtung und Kunstgeschichte, von der bis 1988 mehrere jeweils stark überarbeitete und erweiterte Auflagen erschienen sind.
Gegen die Veröffentlichung richteten sich zahlreiche dogmatische Einwände linientreuer Kritiker. Bereits 1956 eröffnete das Ministerium für Staatssicherheit (MfS), Bezirksverwaltung Halle, einen  „Operativen Vorgang“ wegen „Aufweichungs- und Zersetzungstätigkeit innerhalb der Universität Halle“. Deshalb folgte Hütt dem Ruf des Rektors Johannes Jahn an das Institut für Kunstgeschichte der Universität Leipzig und setzte dort seine wissenschaftliche Arbeit von 1959 bis 1961 als Oberassistent fort. Aber auch in Leipzig ging die Observation durch das MfS, Bezirksverwaltung Leipzig, weiter und gipfelte im Verdacht der Organisation einer „staatsfeindlichen Gruppenbildung“.
Wegen seiner kunsttheoretischen Ansichten – sie galten der Führung der Deutschen Demokratischen Republik (DDR) als „revisionistisch“ – wurde er von der Sozialistischen Einheitspartei Deutschlands (SED) zunehmend diffamiert. Nach seiner öffentlichen Kritik am Bau der Berliner Mauer und seinem Widerstand gegen erste Pläne im Rahmen des Stadtumbaus, die Paulinerkirche zu opfern, wurde er 1961 aus der SED ausgeschlossen und von der Universität Leipzig gekündigt.
Dennoch verließ Hütt die DDR nicht, sondern arbeitete als freiberuflicher Publizist in Halle weiter. Sein Versuch, ab 1969 als Direktor der „Staatlichen Galerie Moritzburg Halle“ Fuß zu fassen, schlug fehl. Nach seinem Einsatz für den als „Formalisten“ verschrienen Otto Möhwald und seinem Widerstand gegen den devisenbringenden Verkauf von Kunstwerken aus dem Depot der Galerie, musste Hütt 1971 auch diese Stelle aufgeben. In der Folge entstand ein umfangreiches publizistisches Werk. Hütt trug gerade auch wegen seiner Konflikte mit den Dogmatikern in der DDR zu einer objektiven Betrachtung der Kunstgeschichte der DDR bei.
Als Mitglied im Beirat der Kunstverlage der DDR, als Beiratsmitglied der Zeitschrift Bildende Kunst und den Künstlerverbänden war Hütt als streitbarer Diskussionspartner geschätzt.
Die verordnete Trennung von seiner Familie und seiner Heimatstadt Wuppertal hat Wolfgang Hütt nie akzeptiert und trotz aller Sanktionen den Kontakt nie abreißen lassen. Mit diesem Lebenskonflikt beschäftigte er sich in dem 1982 veröffentlichten Bericht Heimfahrt in die Gegenwart (1925 bis 1949) und der 1999 erschienenen Autobiografie Schattenlicht – ein Leben im geteilten Deutschland.
Nach der Wende betrieb Hütt jahrelang umfangreiche Recherchen in den nachgelassenen Archiven der SED, des Ministeriums für Staatssicherheit und im Landesarchiv Sachsen-Anhalt. Auf dieser Grundlage schuf er das umfangreiche Buch Gefördert. Überwacht. Reformdruck bildender Künstler der DDR – Das Beispiel Halle.
Bis ins hohe Alter setzte sich Wolfgang Hütt für den wissenschaftlichen Nachwuchs ein. Nach einer schweren Erkrankung musste er 2015 seine publizistische Arbeit beenden und übergab der Akademie der Künste umfangreiches Material als Vorlass. Er starb in einem Pflegeheim in Halle-Kröllwitz.

## Auszeichnungen
- 1986: Händelpreis des Bezirkes Halle

## Veröffentlichungen

### Autorschaft (Auswahl)
- Wir und die Kunst. Henschelverlag Berlin, 1959 (grundlegend überarbeitete Neuauflagen 1973 und 1988)
- Adolph Menzel. E. A. Seemann, Leipzig 1964 (3. Auflage), 2008 (Lizenz in München/Wien).
- Deutsche Malerei und Graphik im 20. Jahrhundert. Henschelverlag, Berlin 1968.
- Mathis Gothard Neithardt, genannt Grünewald. Leben und Werk im Spiegel der Forschung. E. A. Seemann, Leipzig 1968.
- Was Bilder erzählen. Kinderbuchverlag, Berlin 1969.
- Deutsche Malerei und Graphik der frühbürgerlichen Revolution. Leipzig 1973.
- Kleine bunte Welt. Kinderbuchverlag, Berlin 1973 (auch engl., span., ungar. Ausgaben).
- Wir – Unsere Zeit – Künstler der DDR in ihren Selbstbildnissen. Henschelverlag, Berlin 1974.
- Arbeit in der Kunst. E. A. Seemann, Leipzig 1974.
- Plastik, Grafik, Malerei (= Mein kleines Lexikon). Kinderbuchverlag, Berlin 1974.
- Wolfgang Mattheuer. Reihe Maler und Werk. Verlag der Kunst, Dresden 1975.
- Willi Sitte (= Maler und Werk). Verlag der Kunst, Dresden 1976.
- Was Städte und Häuser erzählen. Kinderbuchverlag, Berlin 1977.
- Künstler in Halle. Henschelverlag, Berlin 1977.
- Carl Marx. (= Maler und Werk). Verlag der Kunst, Dresden 1978.
- Grafik in der DDR. Verlag der Kunst, Dresden 1979.
- Holbein d.J., Maler und Werk. Verlag der Kunst, 1980
- Carl Crodel. (Reihe Maler und Werk). Verlag der Kunst, Dresden 1981.
- Heimfahrt in die Gegenwart – Ein Bericht. Henschelverlag, Berlin 1982.
- Adolph Menzel – Ausgewählte Holzschnitte. E. A. Seemann, Leipzig 1983.
- Die Düsseldorfer Malerschule. E. A. Seemann, Leipzig 1984.
- Der Drachentöter im Paradiesgärtlein – Ikonografie für Kinder. Kinderbuchverlag, Berlin 1988.
- Deutsche Malerei und Grafik 1750–1945. Henschelverlag, Berlin 1986.
- Defregger 1835–1921. Leipzig/München 1986.
- Hintergrund – Mit den Unzüchtigkeits- und Gotteslästerungsparagraphen gegen Kunst und Künstler, 1900–1933. Henschelverlag, 1990.
- Schattenlicht. Fliegenkopf-Verlag, Halle 1999.
- Gefördert. Überwacht. Reformdruck bildender Künstler der DDR. Das Beispiel Halle. Stekovics, 2004, ISBN 3-89923-073-6.
- Zinnoberrot und Schweinfurter Grün. Roman. Halle (Saale) 2009.
- Wo ist Arkadien? Roman. Halle (Saale) 2011.

### Co-Autorschaft (Auswahl)
- Der Naumburger Dom. Sachsenverlag, Dresden 1956.
- Otto Nagel, Berliner Bilder. 1970.
- Albrecht Dürer, Das Gesamte graphische Werk. Henschelverlag, Berlin 1971 (Lizenzausgabe Verlag Rogner & Bernhard, München).
- Das Albrecht Dürer Hausbuch. Rogner & Bernhard, München 1975.
- Ludwig Knaus. Wiesbaden 1979.
- Figurative Malerei aus dem letzten Jahrzehnt der DDR. 1999.
- Enge und Vielfalt – Auftragskunst und Kunstförderung in der DDR. 1999.
- Ergötzliche Briefe des Dessauer Malers Carl Marx an Wolfgang Hütt. 2002.
- Johann Peter Hasenclever – Ein Malerleben zwischen Biedermeier und Revolution. Solingen 2003.

- Weitere mehr als 400 wissenschaftliche und populärwissenschaftliche Publikationen, Aufsätze und Beiträge.